# M72 LAW
M72 LAW（Light Anti-Tank（Anti-Armor） Weapon）は、口径66mmの使い捨て対戦車ロケット弾発射機である。
設計はアメリカ合衆国のTalley ディフェンス、製造はノルウェーのNammo Raufoss ASである。アメリカ陸軍では、朝鮮戦争以後バズーカの後継装備品として導入された。現代の主力戦車を相手にするには力不足だが、軽便であるため軽車両や軟目標に標的を変えて使用が続けられている。
その外観と使用法から、日本では先代の物と同じ「バズーカ」と呼ばれることもある。

## 構造

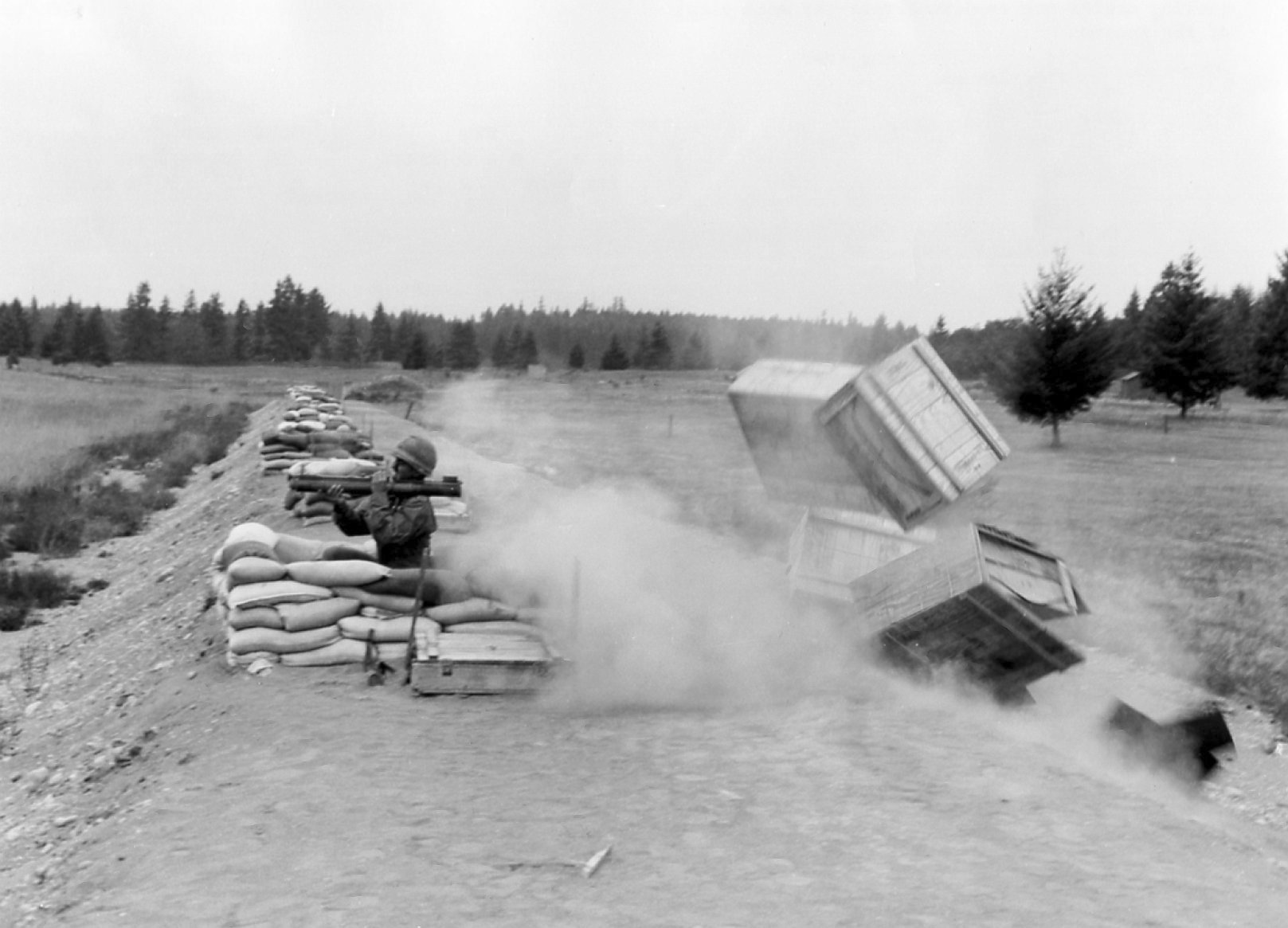
M72のバックブラストで吹き飛ばされる木箱

M72は、1発の成形炸薬弾を2本の筒を1列につなげた発射機で梱包した構成である。運搬状態では、アルミニウムの発射機後部はガラス繊維強化プラスチックの前部発射機の中に収納されている。この状態では、発射機は防水容器の機能を持ち、また、弾薬の点火系列は遮断されて安全に運搬できる。
発射機前部には上部に押し込み式のトリガー、折り畳み式の照星と照門、下部に後部ガス噴射口カバーがつく。発射機後部には点火装置が設けられている。後部を引き伸ばして展開すると、点火系列が接続され射撃可能となる。一度発射機を展開すると、再び後部を収納して運搬状態に戻しても防水機能は戻らない。
弾薬は口径66mmの成形炸薬弾で、PIBD信管と弾道を安定させる6枚の翼がある固定弾である。翼は弾底部にあり、ヒンジを介して前方に折り畳まれた状態で装填されている。威力は、300mm以上の装甲を貫通可能。このロケット弾の設計は、1950年代から運用されてきたM31 HEAT ライフルグレネードのものに準拠したものとなっている。
射撃姿勢は、後部を引き伸ばした発射機を肩に担ぐようにして発射する。照準は、25m毎の目盛がついた照星を照門から覗き込んで行う。トリガーの前にあるつまみを前方へ引き出して安全装置を解除し、トリガーを押し込むと弾薬に内蔵されている推進薬が燃焼して約760℃のガスを後方に噴射し、ほぼ無反動で発射される。
後方危険地域は軸線後方の左右30°距離40mの範囲で、発射時にはこの範囲に高温のガスを噴射する。一度射撃した発射機は次弾の再装填はできず、廃棄される使い捨て式である。

## 歴史

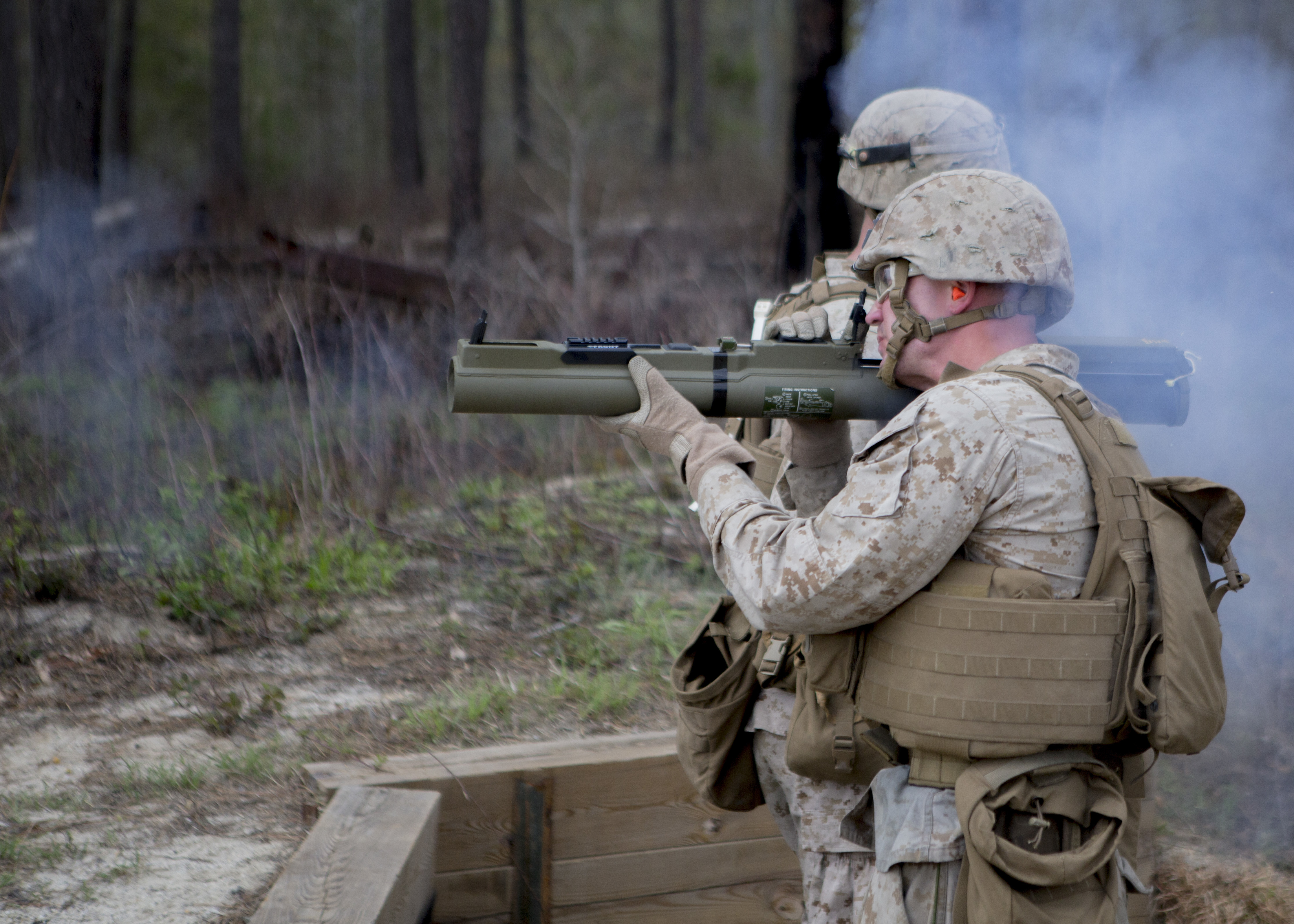
M72を発射したアメリカ海兵隊員（フォート A・P・ヒル、2015年）

1960年代から運用されている。あらかじめ弾薬が発射機に装填された状態で支給される使い捨て兵器というアイデアは、1943年にドイツで開発されたパンツァーファウストの流れを汲むが、小型軽量のロケット弾を装填しているという点ではM72は画期的なものであった。
M72はベトナム戦争時代の兵器で、大部分はSMAW ロケットランチャーやM136 AT4に更新されたが、一部は現役である。1990年代に改良型のM72A4-A7までが登場した。
安価簡便なM72は、登場当初より陣地や市街地に籠る敵や火点を攻撃する兵器として利用された。最近のイラク戦争、アフガニスタン侵攻でもアメリカ軍、カナダ軍が使用した。

## 派生型

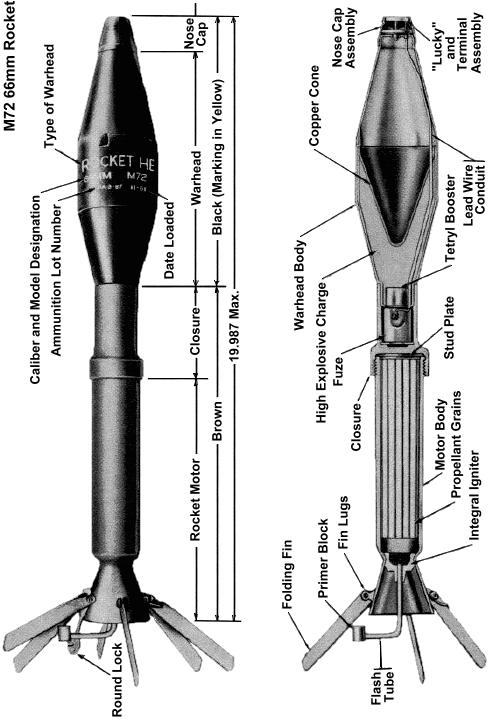
ロケット弾の断面図

M72
初期生産型。
M72A1
M72からの派生型。推進薬の改良を行った。
M72A2
M72からの派生型。推進薬の改良を行った。
M72A3
M72A1/A2からの派生型。安全装置の改良を行った。
M72A4
M72からの派生型。炸薬と発射機の改良を行った。
M72A5
M72A3からの派生型。発射機の改良を行った。
M72A6
M72からの派生型。炸薬と発射機の改良、後方噴射ガスの調整を行った。
M72A7
M72A6からの派生型。アメリカ海軍仕様モデル。
M72E8
M72A7からの派生型。掩蓋内射撃性（FFE/Fire-From-Enclosure）の付与、改良型発射機への変更を行った。
M72E9
M72からの派生型。貫通力を強化し、改良型発射機への変更を行った。
M72E10
M72からの派生型。榴弾による破片効果が付与され、改良型発射機への変更を行った。
このほかに、ソビエト連邦製のRPG-18とRPG-22、チェコスロバキア製のRPG-75、ユーゴスラビア製のM80 ロケットランチャーが、M72 LAWと同様に携帯時に縮められた砲身を発射準備時に引き延ばす構造を有している。
また、厳密には派生型とはいえないが、XM191 ナパーム弾ロケットランチャーやM202 4連焼夷ロケットランチャーは、M72と同一の口径66mmであり、弾薬を共有することができる。

## 使用国
- オーストラリア
- ベルギー
- カナダ
- コロンビア
- チリ
- キプロス
- デンマーク
- エジプト
- エルサルバドル
- イスラエル

- マレーシア
- フィンランド
- ギリシャ
- キルギス
- リトアニア
- モロッコ
- オランダ
- ニュージーランド
- ノルウェー
- フィリピン

- ポーランド
- ポルトガル
- ルーマニア
- 台湾
- タイ
- トルコ
- アメリカ合衆国
- イエメン
- ベトナム